# 贝蒂讷
贝蒂讷（法語：Béthune，法語：[betyn] ⓘ），法国北部城市，上法兰西大区加来海峡省的一个市镇，同时也是该省的一个副省会，下辖贝蒂讷区，其市镇面积为9.43平方公里，2022年1月1日时人口数量为25,342人，在法国城市中排名第357位。
贝蒂讷位于加来海峡省中北部，是一个区域性的中心城市和交通枢纽，四个方向的铁路在此交汇，其附近区域历史上为重要的煤炭开采区，人口密度较大。贝蒂讷与相邻的朗斯等城市组成了总人口超过50万的大型的城市区，同时也是里尔的一个远郊卫星城。此外，贝蒂讷也因钟楼而闻名，后者已于2005年被列入《世界文化遗产》名录。法国哲学家让·布里丹出生于贝蒂讷。

## 地名来源
“贝蒂讷”一名通常被认为与法语单词有关，后者意为喀斯特水成溶洞，是这一地区的常见地质景观。

## 历史

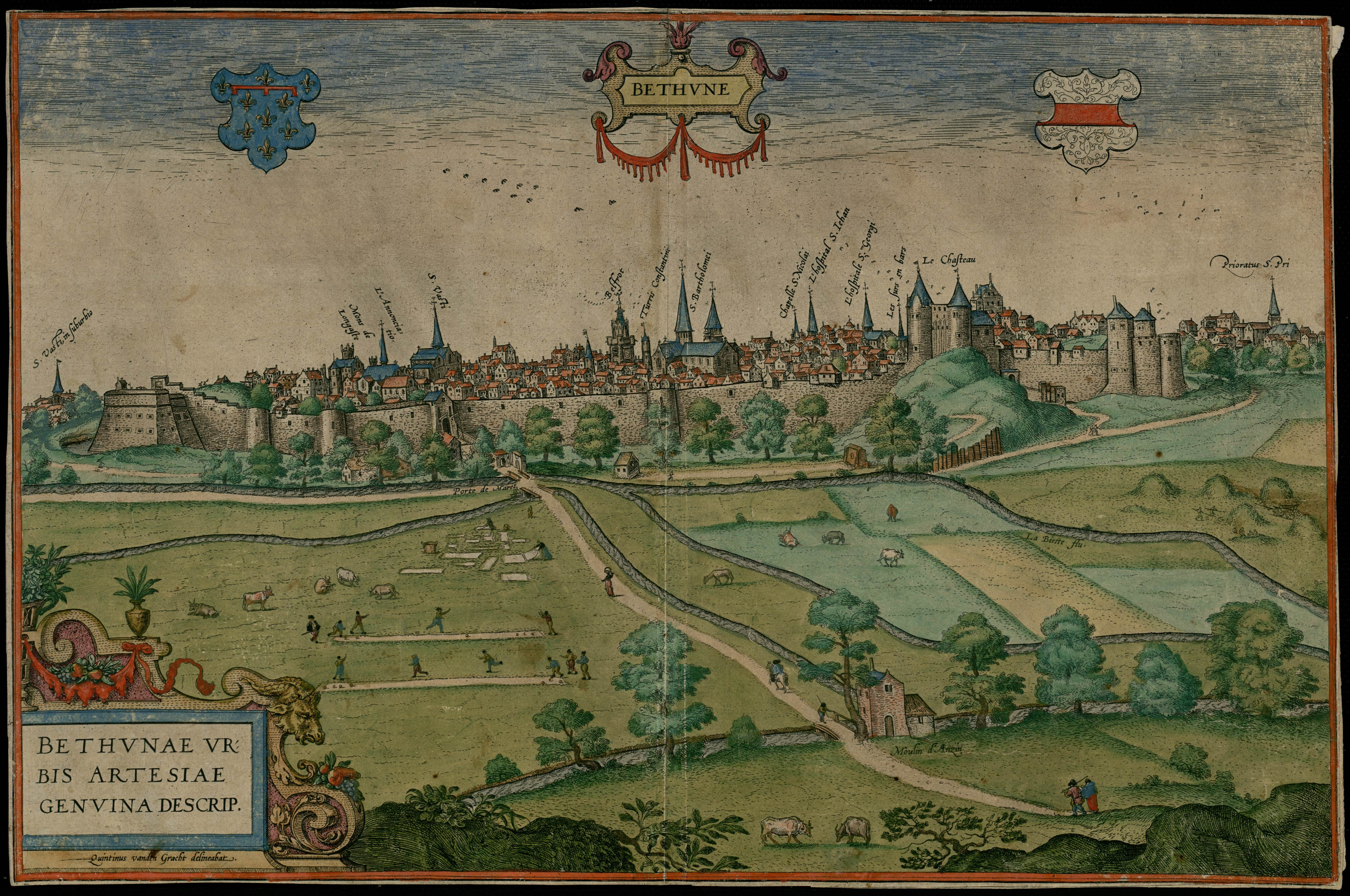
16世纪贝蒂讷

贝蒂讷历史悠久，其附近区域曾发现尼安德特人的活动遗迹。公元502年，阿拉斯主教圣瓦在此修建天主教堂，其周边逐渐形成村镇。中世纪中期，这一区域被阿尔努一世收归，后成为一个封建代理区，贝蒂讷家族获得了土地控制权。13世纪后，贝蒂讷附近成为重要的粮食产区，当地的人口数量快速上升。英法百年战争以及西班牙王位继承战争期间，贝蒂讷境内多处建筑物被烧毁。16世纪时，贝蒂讷曾被哈布斯堡王朝统治，后被路易十四收复。法国大革命后，贝蒂讷成为加来海峡省的一个副省会。19世纪中期，贝蒂讷成为一个铁路枢纽，其附近区域因煤炭开采而成为重要的工业区，该地区的人口数量快速上升。二战后，贝蒂讷附近煤矿大量关闭，造成当地失业率上升。1990年，贝蒂讷与相邻的韦尔基尼厄勒合并，后于2008年再次分离。此外，1994至1997年间，贝蒂讷与伯夫里也曾一度合并。

## 地理

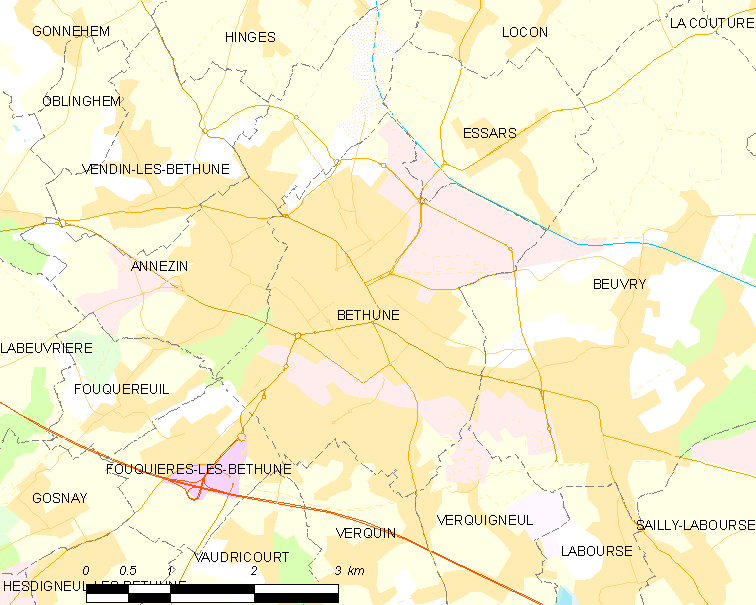
贝蒂讷市镇范围地图

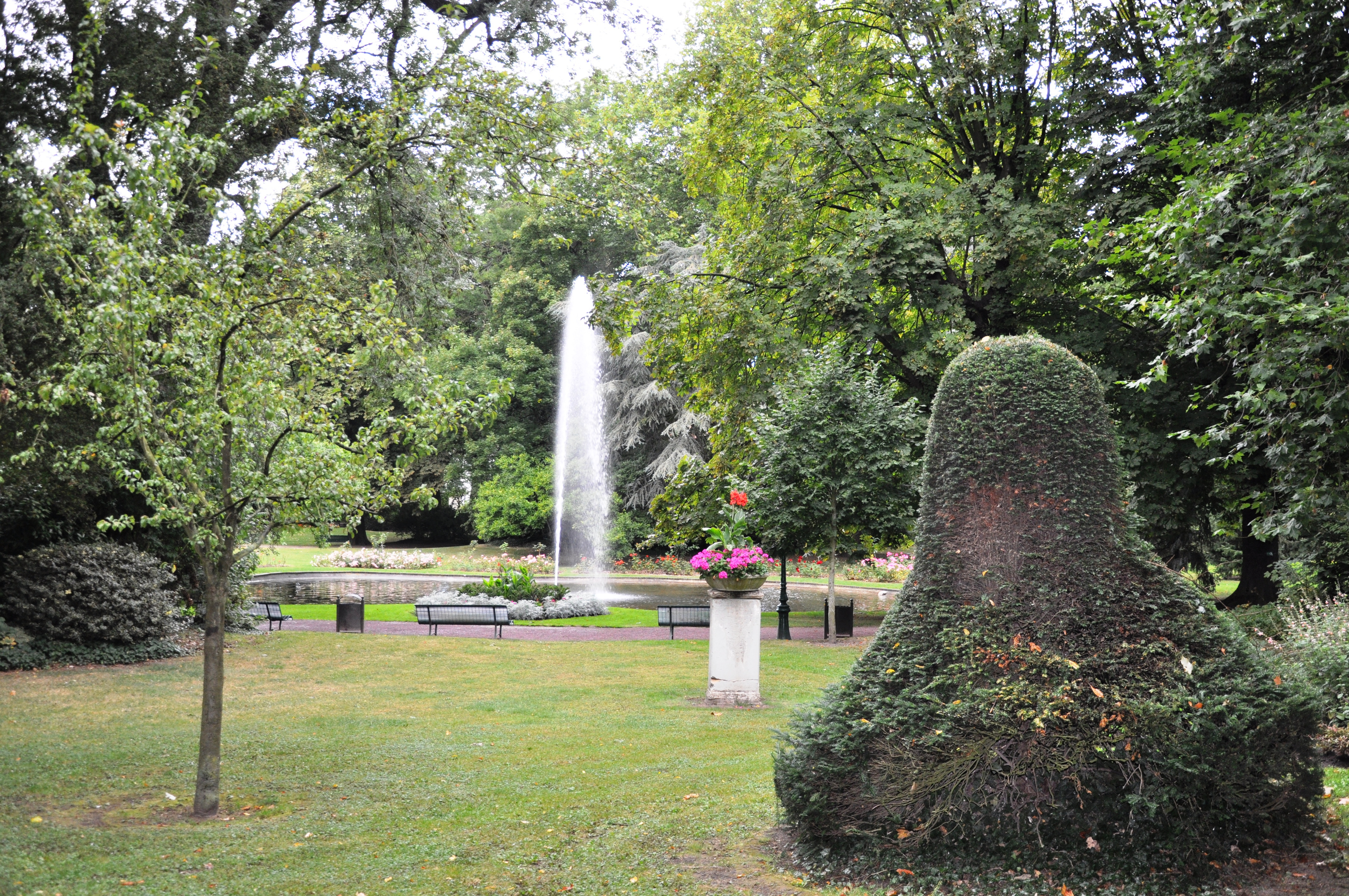
贝蒂讷公共花园内的一处景观

贝蒂讷位于法国北部，上法兰西大区北部和加来海峡省中北部，距离省会阿拉斯大约35公里。与贝蒂讷接壤的市镇包括：阿讷赞、伯夫里、埃萨尔、富克勒伊、富基耶尔莱贝蒂讷、韦尔基尼厄勒、韦尔坎。

### 地形
贝蒂讷位于法国北部低地平原，境内地势平坦，全境海拔在19到38米之间。

### 水文
拉乌河自南向北流经境内，该河是埃斯科河的支流。人工开凿的敦刻尔克-埃斯科运河（又称“艾尔运河”）亦从贝蒂讷附近穿过，可通货运船只。

### 植被
贝蒂讷属于温带落叶林区，市区内的主要绿地公园包括市区西南部的阿讷赞湿地（Marais d'Annezin）和东北部的储水湖（La Gare d'Eau）。
在鲜花城市的评比中，贝蒂讷暂未获得评级。

### 气候
贝蒂讷在柯本气候分类法中属于温带海洋性气候。
贝蒂讷东北部的里什堡境内设有气象站，以下为该气象站的数据（其中日照数据取自里尔）：
| 里什堡1981年－2019年 | 里什堡1981年－2019年 | 里什堡1981年－2019年 | 里什堡1981年－2019年 | 里什堡1981年－2019年 | 里什堡1981年－2019年 | 里什堡1981年－2019年 | 里什堡1981年－2019年 | 里什堡1981年－2019年 | 里什堡1981年－2019年 | 里什堡1981年－2019年 | 里什堡1981年－2019年 | 里什堡1981年－2019年 | 里什堡1981年－2019年 |
| 月份                 | 1月                  | 2月                  | 3月                  | 4月                  | 5月                  | 6月                  | 7月                  | 8月                  | 9月                  | 10月                 | 11月                 | 12月                 | 全年                 |
| -------------------- | -------------------- | -------------------- | -------------------- | -------------------- | -------------------- | -------------------- | -------------------- | -------------------- | -------------------- | -------------------- | -------------------- | -------------------- | -------------------- |
| 历史最高温 °C（°F）  | 15 (59)              | 19.5 (67.1)          | 22 (72)              | 27.5 (81.5)          | 33 (91)              | 35.5 (95.9)          | 37 (99)              | 38.5 (101.3)         | 32 (90)              | 26 (79)              | 20.5 (68.9)          | 16 (61)              | 38.5 (101.3)         |
| 平均高温 °C（°F）    | 7.3 (45.1)           | 8.3 (46.9)           | 11.7 (53.1)          | 15.3 (59.5)          | 19.4 (66.9)          | 21.6 (70.9)          | 24.2 (75.6)          | 24.3 (75.7)          | 20.5 (68.9)          | 15.9 (60.6)          | 10.5 (50.9)          | 7.2 (45.0)           | 15.5 (59.9)          |
| 日均气温 °C（°F）    | 4.4 (39.9)           | 5.1 (41.2)           | 7.3 (45.1)           | 9.8 (49.6)           | 13.8 (56.8)          | 16.3 (61.3)          | 18.4 (65.1)          | 18.4 (65.1)          | 15.3 (59.5)          | 11.5 (52.7)          | 7.1 (44.8)           | 4.4 (39.9)           | 11 (52)              |
| 平均低温 °C（°F）    | 1.5 (34.7)           | 1.6 (34.9)           | 3 (37)               | 4.3 (39.7)           | 8.2 (46.8)           | 10.7 (51.3)          | 12.6 (54.7)          | 12.5 (54.5)          | 10.1 (50.2)          | 7.1 (44.8)           | 3.8 (38.8)           | 1.5 (34.7)           | 6.4 (43.5)           |
| 历史最低温 °C（°F）  | −13 (9)              | −9 (16)              | −9 (16)              | −5.5 (22.1)          | −1.5 (29.3)          | 3.5 (38.3)           | 4 (39)               | 4.5 (40.1)           | 1 (34)               | −7 (19)              | −9.5 (14.9)          | −13.5 (7.7)          | −13.5 (7.7)          |
| 平均降水量 mm（）    | 58.1 (2.29)          | 47.8 (1.88)          | 50.1 (1.97)          | 46.9 (1.85)          | 63.6 (2.50)          | 63 (2.5)             | 77.9 (3.07)          | 73.3 (2.89)          | 70.4 (2.77)          | 60.9 (2.40)          | 72.9 (2.87)          | 77.2 (3.04)          | 762.1 (30.00)        |
| 月均日照時數         | 86                   | 104                  | 156.8                | 167.7                | 204.9                | 227.4                | 238.2                | 231                  | 191.5                | 133.3                | 81.4                 | 77.6                 | 1,899.8              |
| 来源：infoclimat.fr  |                      |                      |                      |                      |                      |                      |                      |                      |                      |                      |                      |                      |                      |

## 行政区划

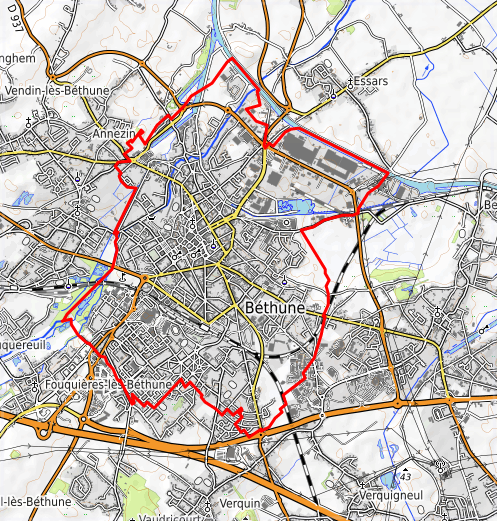
贝蒂讷市镇范围地图

贝蒂讷是法国上法兰西大区加来海峡省的一个市镇，编号为62119，它也是加来海峡省的一个副省会。贝蒂讷下辖贝蒂讷区，隶属于加来海峡省第九选区，管理贝蒂讷县，同时也是贝蒂讷城市圈公共社区的办公驻地。
贝蒂讷市镇被划为8个街区，实行街区自治制度：
- 卡托里沃（Catorive）
- 蒙列博（Mont-Liébaut）
- 舍米诺 / 于泰尔（Cheminots / 8Ter）
- 皮耶雷特（Pierrette）
- 加尔
- 桑特尔维尔（Centre-ville）
- 吕德利勒（Rue de Lille）
- 博马赖（Beaumarais）

法国国家统计与经济研究所（简称）在进行数据统计时，将贝蒂讷及相邻的另外92个市镇设为贝蒂讷城市核心区，并将包括核心区在内的周边共122个市镇划为贝蒂讷城市区。自2020年起，贝蒂讷城市区被拆解，贝蒂讷附近共23个市镇新组成了贝蒂讷城市辐射区。同时，还将贝蒂讷市镇分为了8个“块区”（IRIS），以便于统计人口分布情况。

## 交通

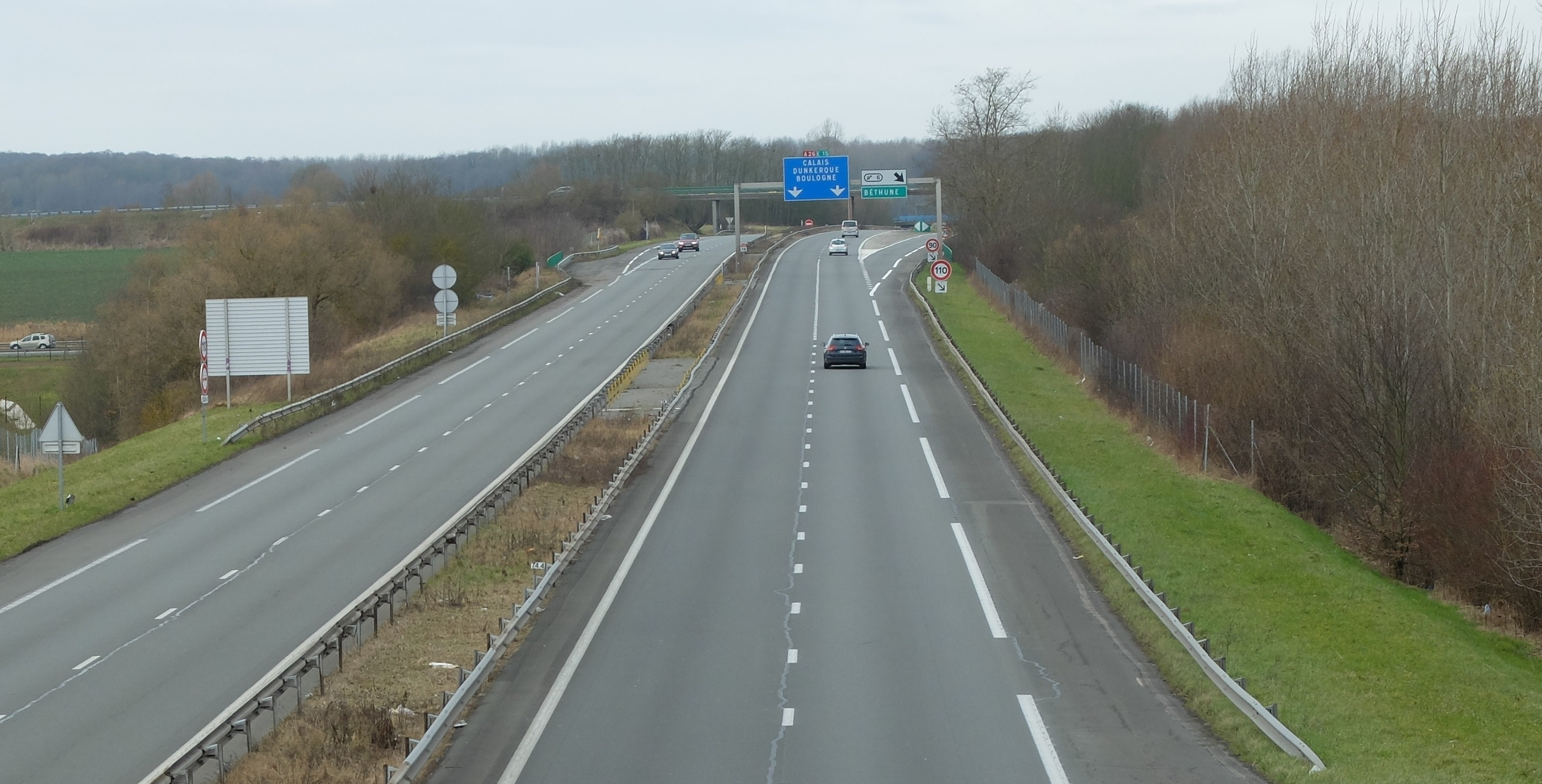
A26高速公路贝蒂讷段

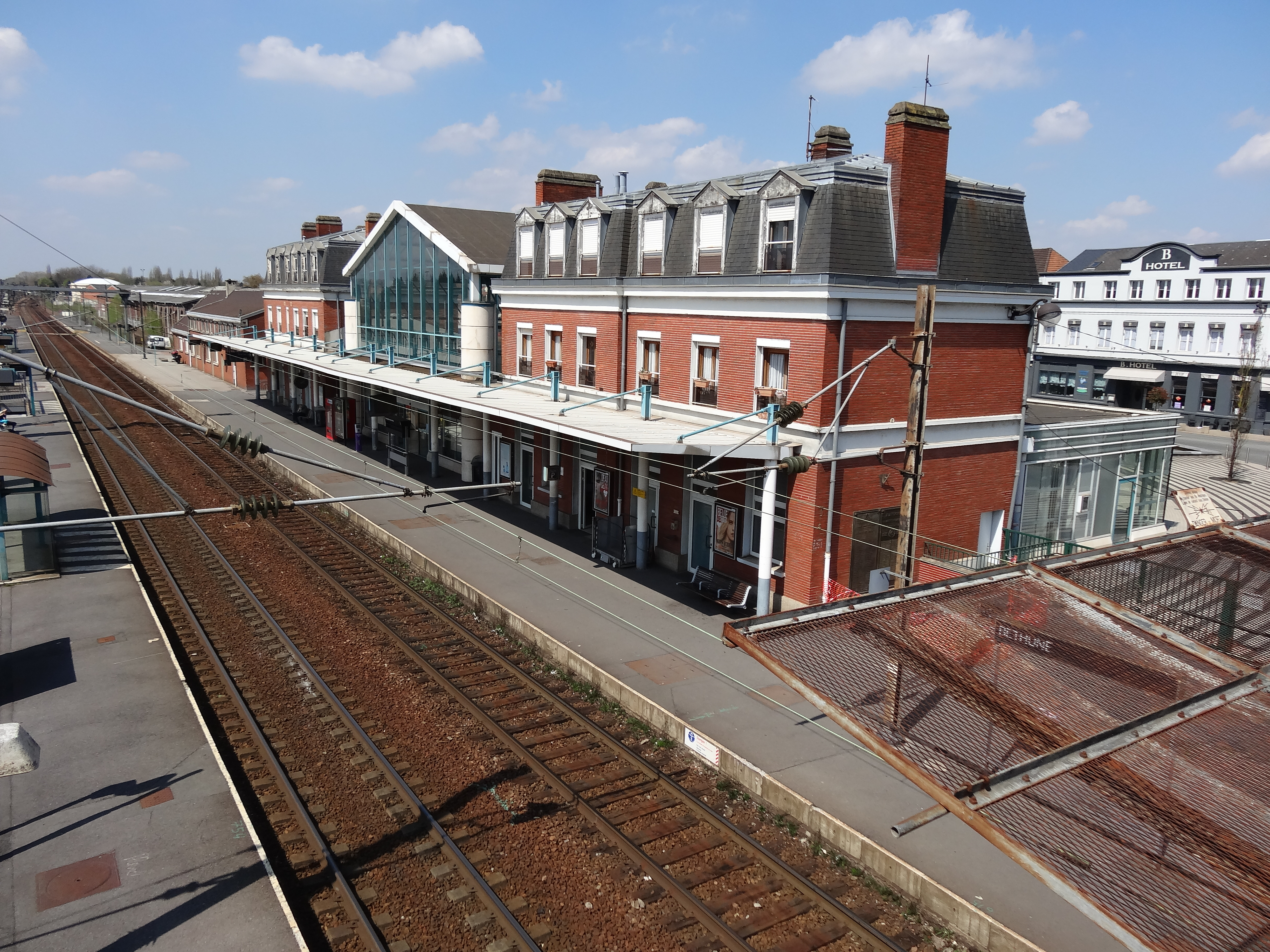
贝蒂讷火车站的站台

### 公路
A26高速公路从贝蒂讷市区南部经过，设有多个出入口与市区相连；此外多条加来海峡省省道在贝蒂讷境内交汇，有校车线路可前往周边部分市镇。
2017年，61.2%的贝蒂讷家庭拥有至少一辆私人汽车。
2019年，贝蒂讷境内共发生各类交通事故7起，造成8人受伤。

### 铁路
贝蒂讷位于阿拉斯－敦刻尔克铁路和里尔－阿布维尔铁路的交汇处，是一个区域性的铁路枢纽。贝蒂讷站位于老城区南部，该站每天停靠多条线路的列车：
- 高速列车：
  - 巴黎—阿拉斯—朗斯—贝蒂讷—阿兹布鲁克—敦刻尔克（每天往返4班左右）
- 区域列车：
  - 里尔—拉巴塞—贝蒂讷—圣波勒（每天往返15趟左右）
  - 阿拉斯—朗斯—贝蒂讷—阿兹布鲁克—加来（或敦刻尔克）（每天往返8班左右）

### 航空
距离贝蒂讷最近的民用航空站为里尔机场，距离贝蒂讷市中心的公路里程约47公里。

### 城市公共交通
贝蒂讷与相邻的朗斯共用一个公交系统，其商业名称为，共用各类线路近60条，其中十余条线路经过贝蒂讷市镇范围内。

## 政治

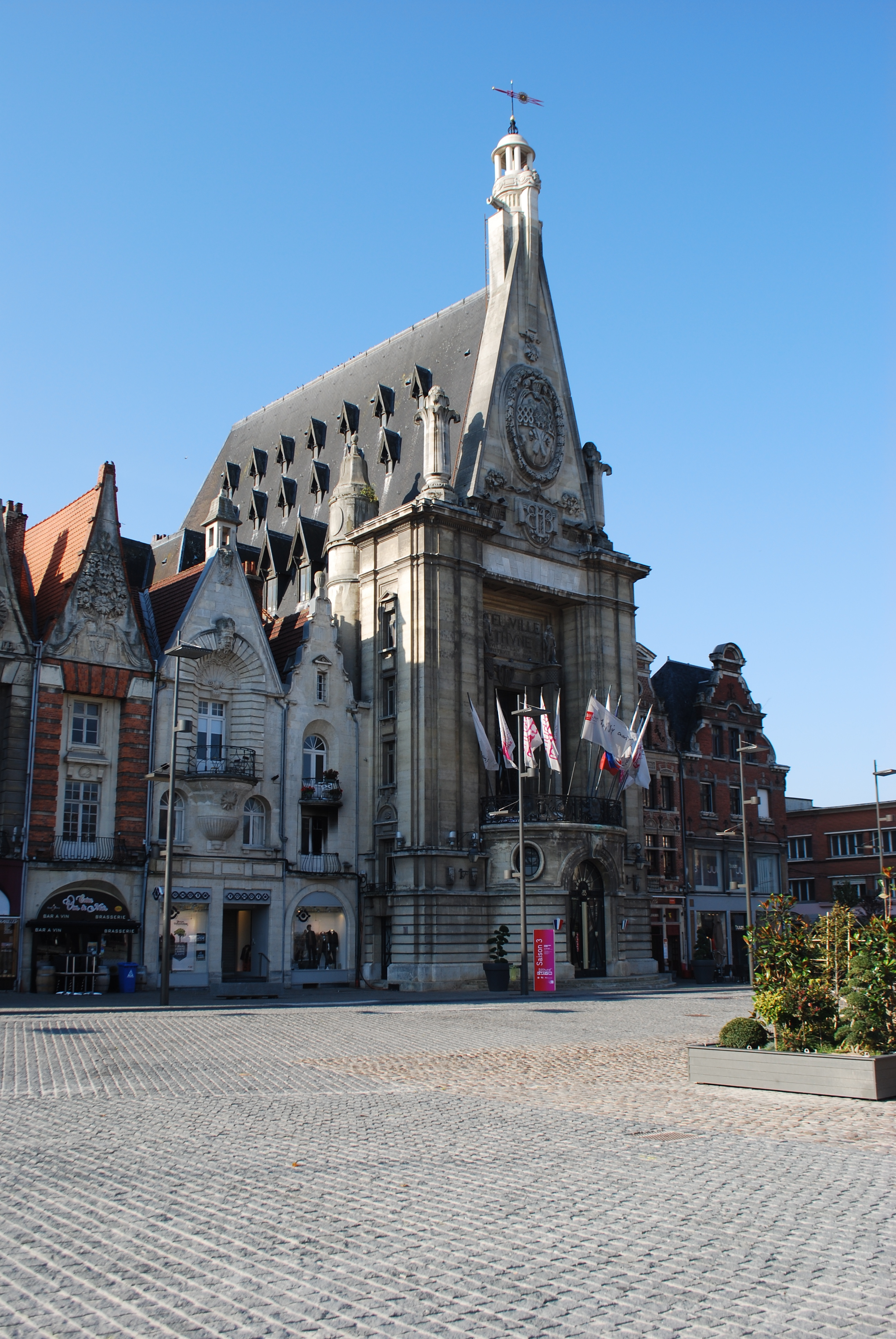
贝蒂讷市政厅

贝蒂讷的现任市长为奥利维耶·加凯尔先生（Olivier Gacquerre），他是民主人士和独立人士联盟的一名成员，在2020年的市政选举中获得了62.46%的支持率。
在2017年的法国总统大选中，法国第25任总统埃马纽埃尔·马克龙在贝蒂讷获得了55.91%的支持率。
| 贝蒂讷历届市长 |                   |                           |
| 任期           | 市长              | 党派                      |
| 1945年－1950年 | 安塞尔姆·伯夫里   | 不详                      |
| 1950年－1971年 | 亨利·帕德         | DVD右翼无党派人士         |
| 1971年－1977年 | 保罗·布雷纳尔     | DVD右翼无党派人士         |
| 1977年－1996年 | 雅克·梅利克       | PS社会党                  |
| 1996年－1997年 | 克洛德·拉加什     | PS社会党                  |
| 1997年－2002年 | 贝尔纳·瑟         | PS社会党 →MDC公民运动     |
| 2002年－2008年 | 雅克·梅利克       | PS社会党                  |
| 2008年－2014年 | 斯特凡纳·圣安德烈 | PS社会党 →PRG左派激進黨   |
| 2014年－       | 奥利维耶·加凯尔   | UDI民主人士和独立人士联盟 |

## 人口
2018年，贝蒂讷市镇人口数量为25,193，在法国排名第353位。其中男性11,915人，女性12,980人，75岁及以上人口占7.4%，外籍人口数量为6,896人，人口密度为2,663人/平方公里，当地居民被称为（男性）或（女性）。2019年，贝蒂讷境内出生248人，死亡人口250人。
| 年份   | 1936   | 1946   | 1954   | 1962   | 1968   | 1975   | 1982   | 1990   | 1999   | 2006   | 2011   | 2016   | 2018   |
| ------ | ------ | ------ | ------ | ------ | ------ | ------ | ------ | ------ | ------ | ------ | ------ | ------ | ------ |
| 人口數 | 20,073 | 22,081 | 22,376 | 23,445 | 27,154 | 26,982 | 25,508 | 24,556 | 27,808 | 26,472 | 25,430 | 25,186 | 25,193 |

## 经济
贝蒂讷是一个区域性的中心城市，当地共有各类用人单位3,920家，平均历史为17年，行政、医疗、机械加工制造和社会服务是当地的主要就业岗位类型。（汽车销售）、（轮胎生产）及（汽车销售）是当地2019年营业额最高的三个企业，分别为237,957,980欧元、166,747,410欧元和116,224,350欧元。

## 财政收入
2019年，贝蒂讷的财政收入总额为44,670,600欧元，财政支出总额为41,775,500欧元，当年的债务总额为46,865,000欧元。2020年，贝蒂讷共获得2,741,260欧元的国家财政补助，比上一年减少了0.02%。
2017年，贝蒂讷的人均月收入总额为2,082欧元，其中高级职员为3,757欧元，低于法国平均水平（4,214欧元）；中级职员为2,220欧元，低于法国平均水平（2,353欧元）；普通职员为1,624欧元，亦低于法国平均水平（1,690欧元）。
2017年，贝蒂讷境内的青壮年（15至64岁）失业率为22.9%，当地39.2%的家庭拥有纳税资格，平均纳税3,696欧元，低于法国平均水平（3,888欧元）。

## 社会事务

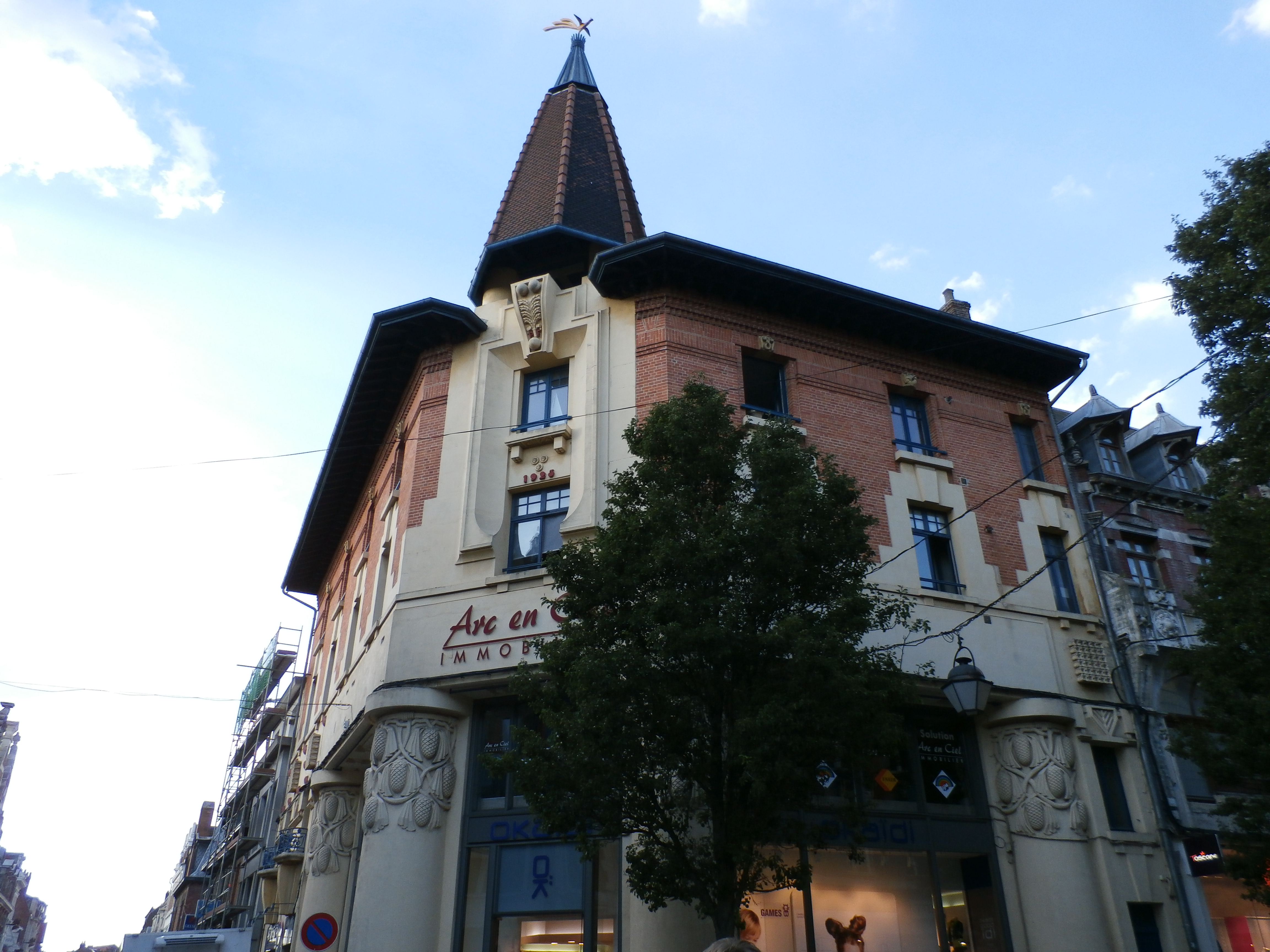
贝蒂讷的一处书店

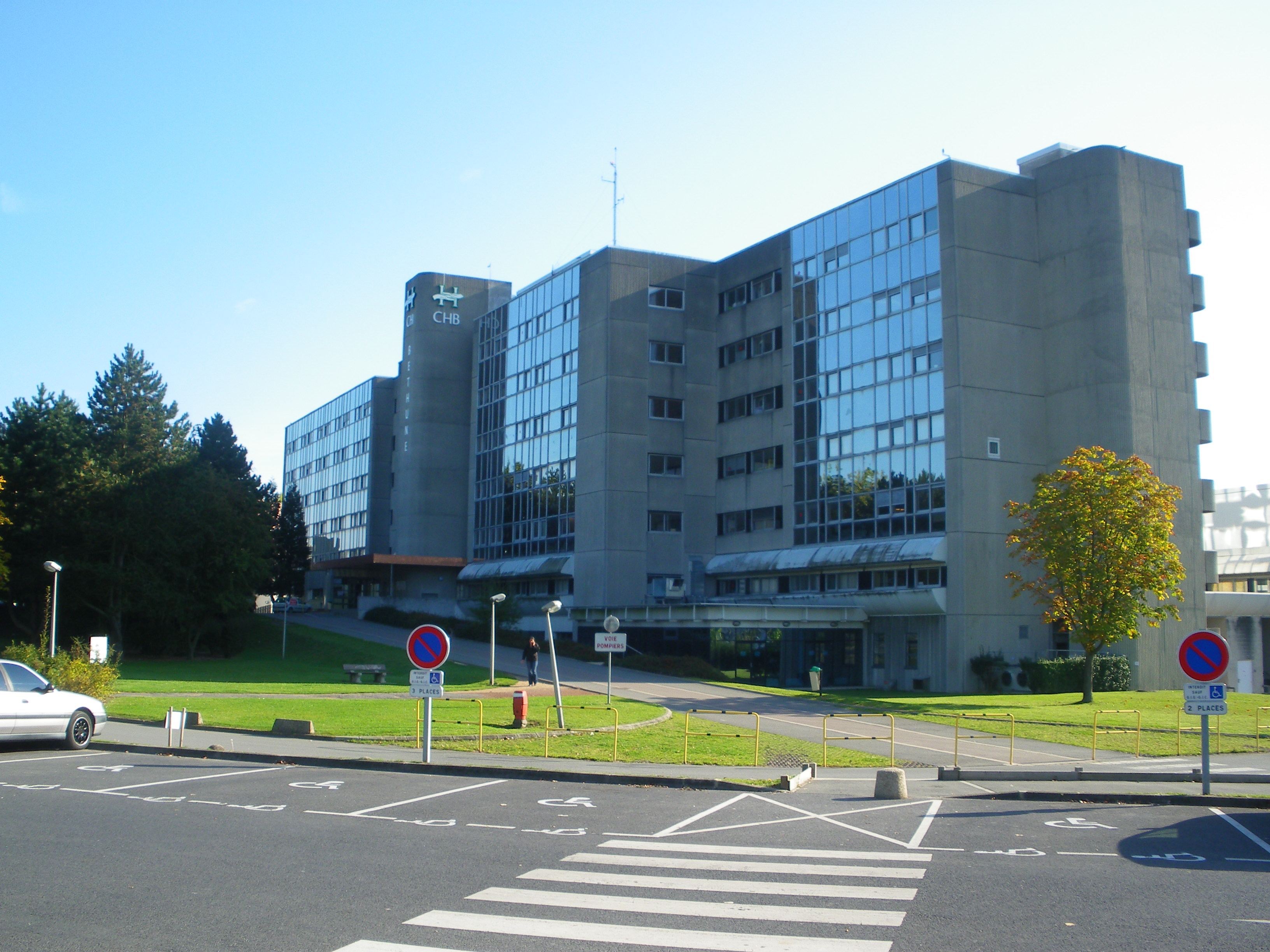
贝蒂讷中心医院

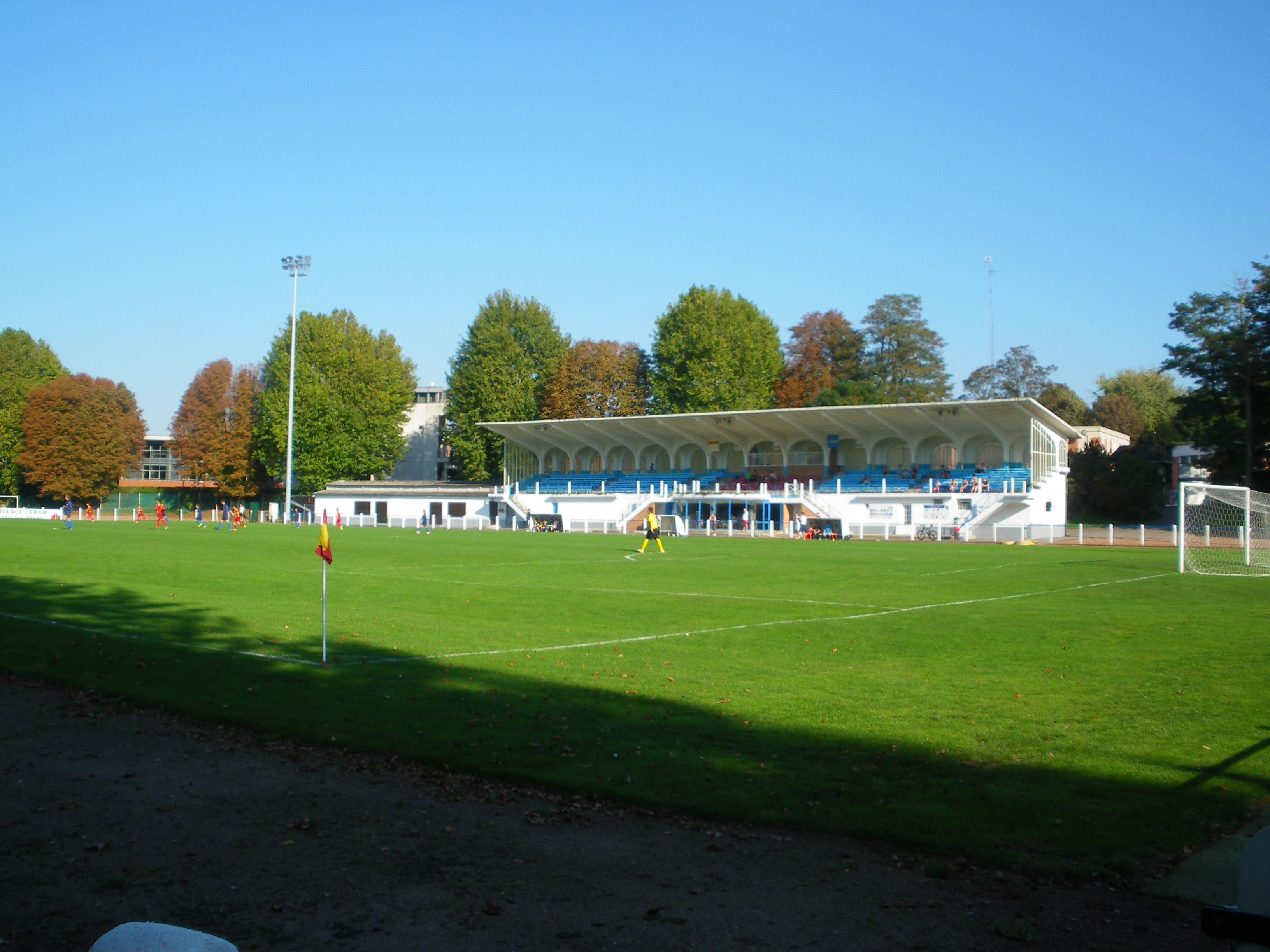
贝蒂讷市政球场

### 教育
贝蒂讷属于里尔学区。截止2018年1月1日，贝蒂讷境内共有6所幼儿园、12所小学、4所初级中学、3所普通高中和2所职业高中。2018至2019学年度，贝蒂讷境内共有在校中小学生5,650名。
在高等教育方面，贝蒂讷应用技术学院隶属于阿图瓦大学，开设有6个专业。

### 医疗
截止2019年1月1日，贝蒂讷境内共有全科医生48名、保健师42名、牙医23名、护士40名、耳科医生2名、眼科医生9名、皮肤科医生4名、助产士4名、儿科医生2名和妇科医生7名。境内共有药房13家、养老院6家、残疾人帮扶中心3家。
贝蒂讷中心医院（Centre Hospitalier de Béthune）是法国的一个区域性医疗系统，其主病区位于贝蒂讷市区东部的伯夫里境内，设有床位567个，是当地规模最大的公立综合性医院。

### 住房
2017年，贝蒂讷境内共有各类住房14,103套，其中50.4%为独立式居民区，分布于市区各地；48.6%为集中式居民区，主要分布于市区南部。常住房屋占贝蒂讷市镇范围内居民建筑总量的84.9%。
在住房保障政策方面，2017年，贝蒂讷境内共有4,854户家庭获得了住房经济补助，受益人数占总人口数量的19.5%，其中4,727份为房租补助。

### 商业
2019年，贝蒂讷境内共有各类实体商铺741家，其中餐厅117家、大型超市8家、杂货店4家、面包房16家、肉铺8家、书店6家、装饰品店6家、银行门店14家、美容美发店48家、汽车维修店29家。贝蒂讷市区西南部的布律埃-拉比西耶尔境内建有大型开放式商业街区。

### 体育
2018年，贝蒂讷境内共有1家游泳池、8间健身房、2座综合体育场、5处网球场、1处马术场、5处足球或橄榄球场、2处篮球或排球场以及1处高尔夫球场。
贝蒂讷体育俱乐部是当地的一支足球队，成立于1902年，曾获得1949年法国业余足球联赛的冠军，2020至2021赛季参加上法兰西大区足球联赛，其主场埃尔芒-德普雷球场（Stade Hermant-Deprez）亦为贝蒂讷的市政体育场。此外贝蒂讷五人制足球俱乐部亦是当地的重要体育项目，成立于2002年，2020至2021赛季参加法国五人制足球甲级联赛。

### 环境
贝蒂讷的环境事务由其所属的公共社区负责。2017年，贝蒂讷境内共有3家污染企业。

### 治安
2014年，贝蒂讷及附近地区共发生各类案件4,498起，其中盗窃类案件2,418起，经济类案件394起，毒品交易类案件664起。

## 文化
2018年，贝蒂讷境内共有2个剧场和1个博物馆。贝蒂讷市政府提供多媒体中心，向公众全年开放。

### 建筑
贝蒂讷境内有多处法国国家文物保护单位，其中贝蒂讷大广场是当地的城市几何中心，其周围有贝蒂讷钟楼、贝蒂讷市政厅、贝蒂讷圣瓦斯特教堂等历史建筑，其中贝蒂讷钟楼作为“比利时和法国的钟楼”的组成部分已于2005年被列入《世界文化遗产》名录。

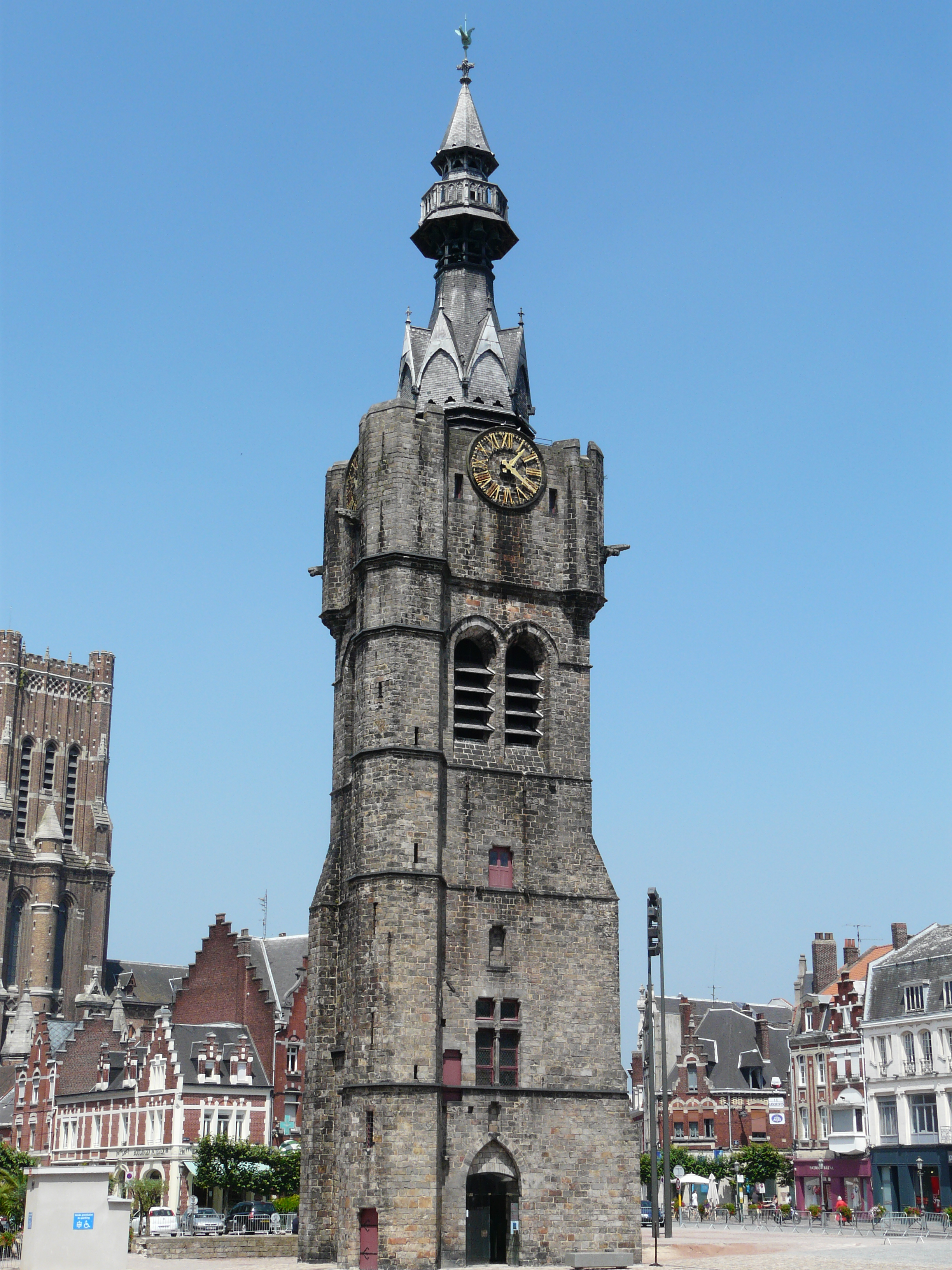
钟楼
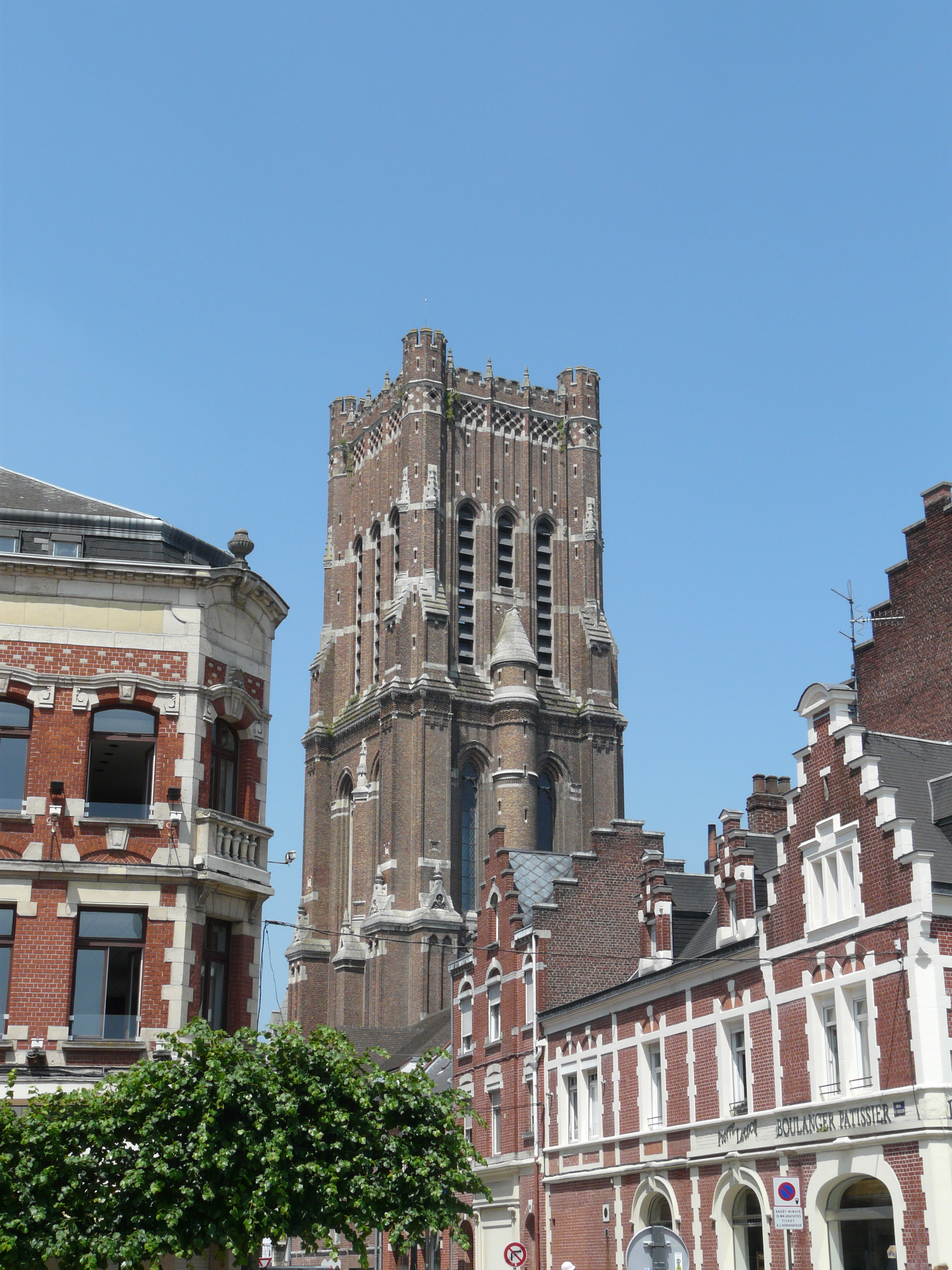
圣瓦斯特教堂（法语：Église Saint-Vaast de Béthune）
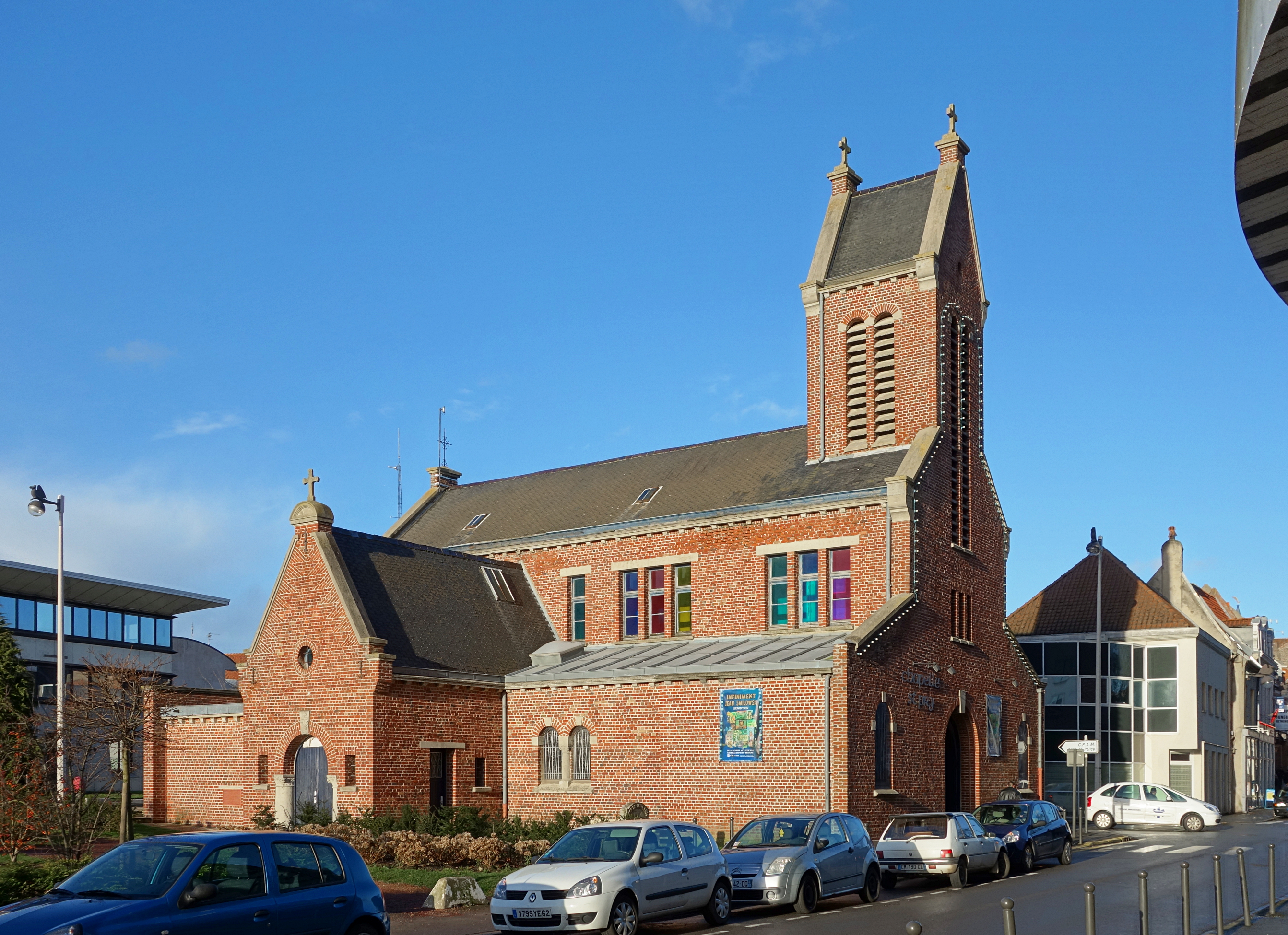
圣普里小教堂
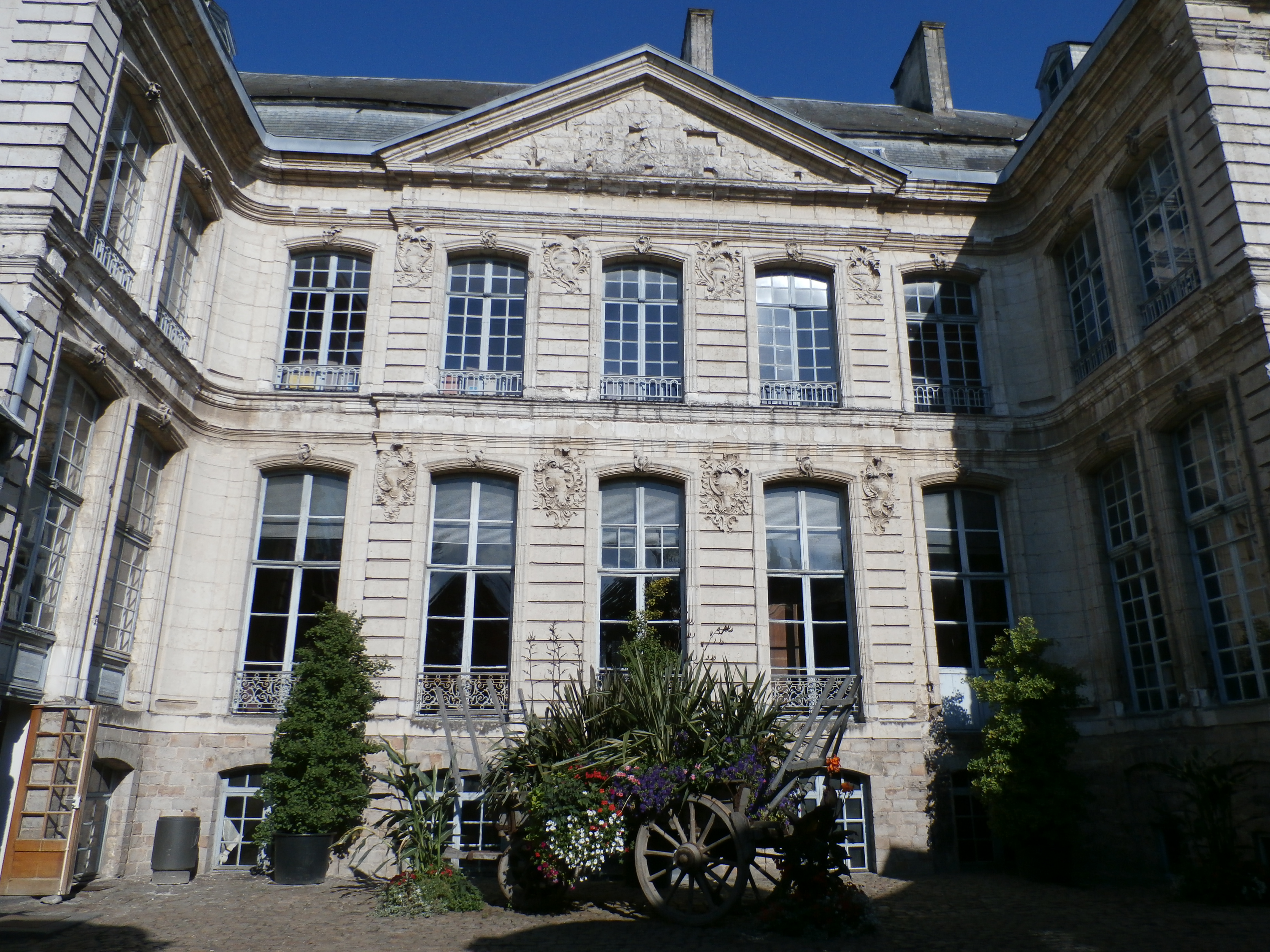
博兰库尔大楼（法语：Hôtel de Beaulaincourt）
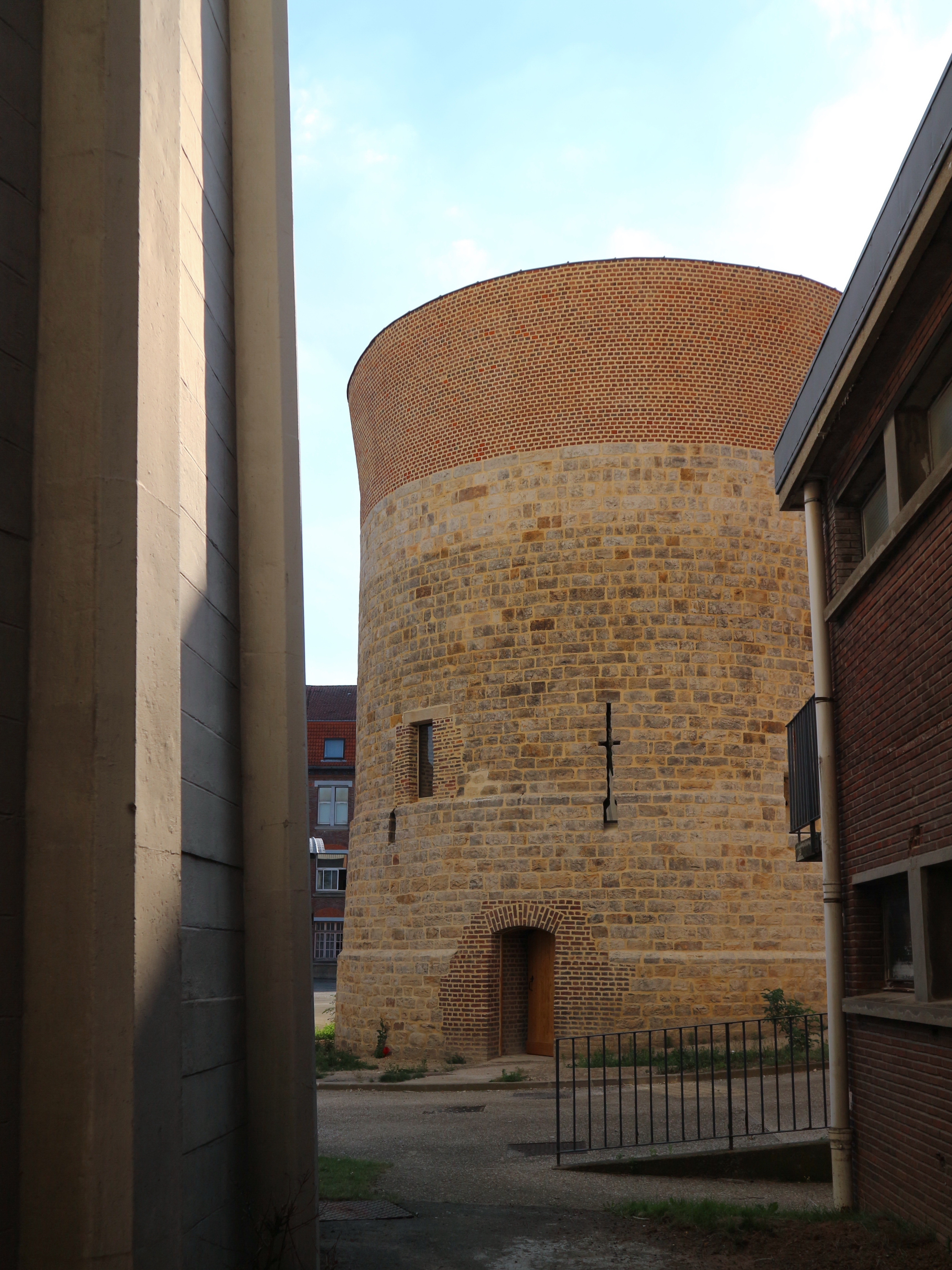
圣伊尼亚斯塔（法语：Tour Saint-Ignace）
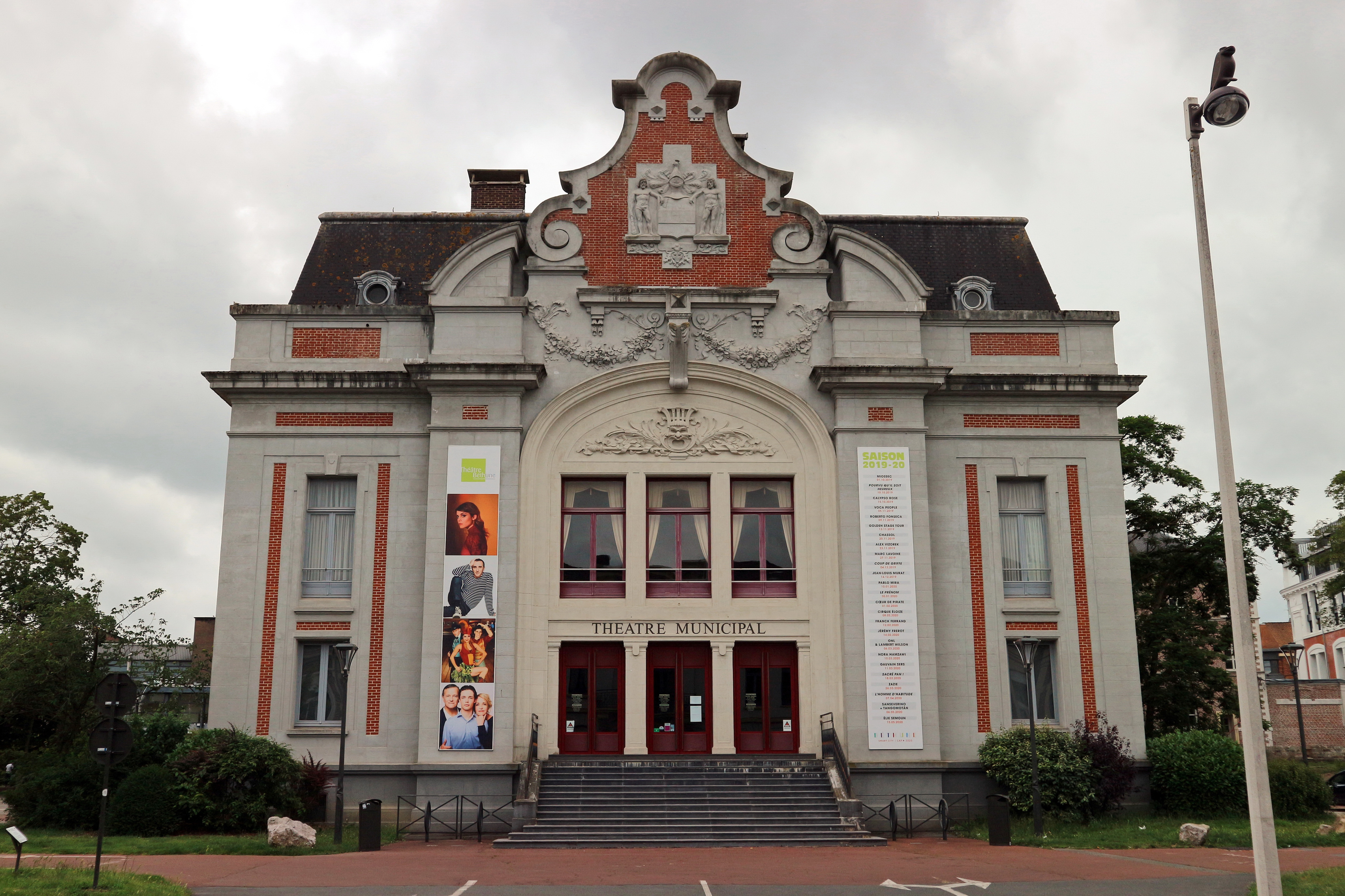
市政剧场
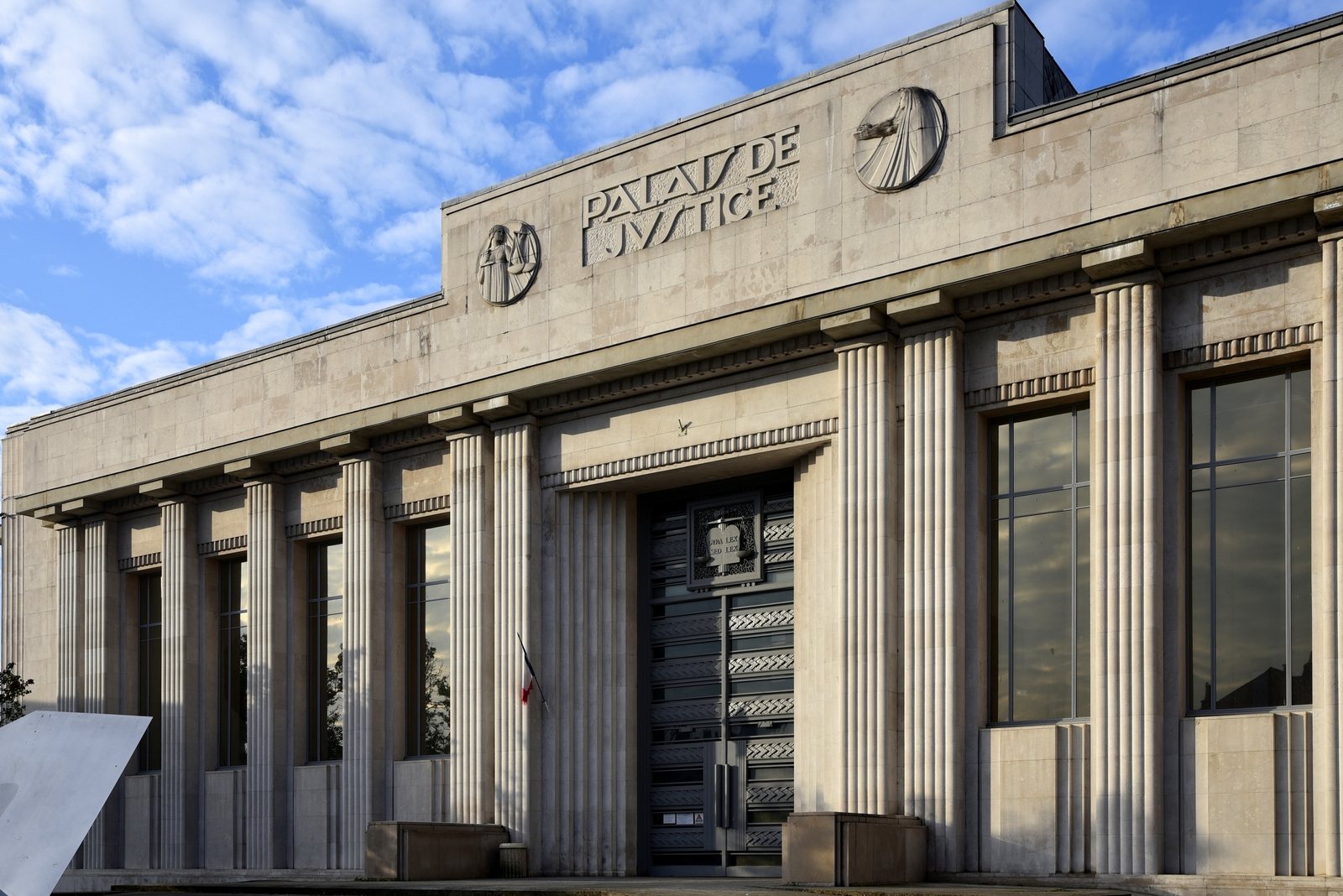
审判法院

### 旅游

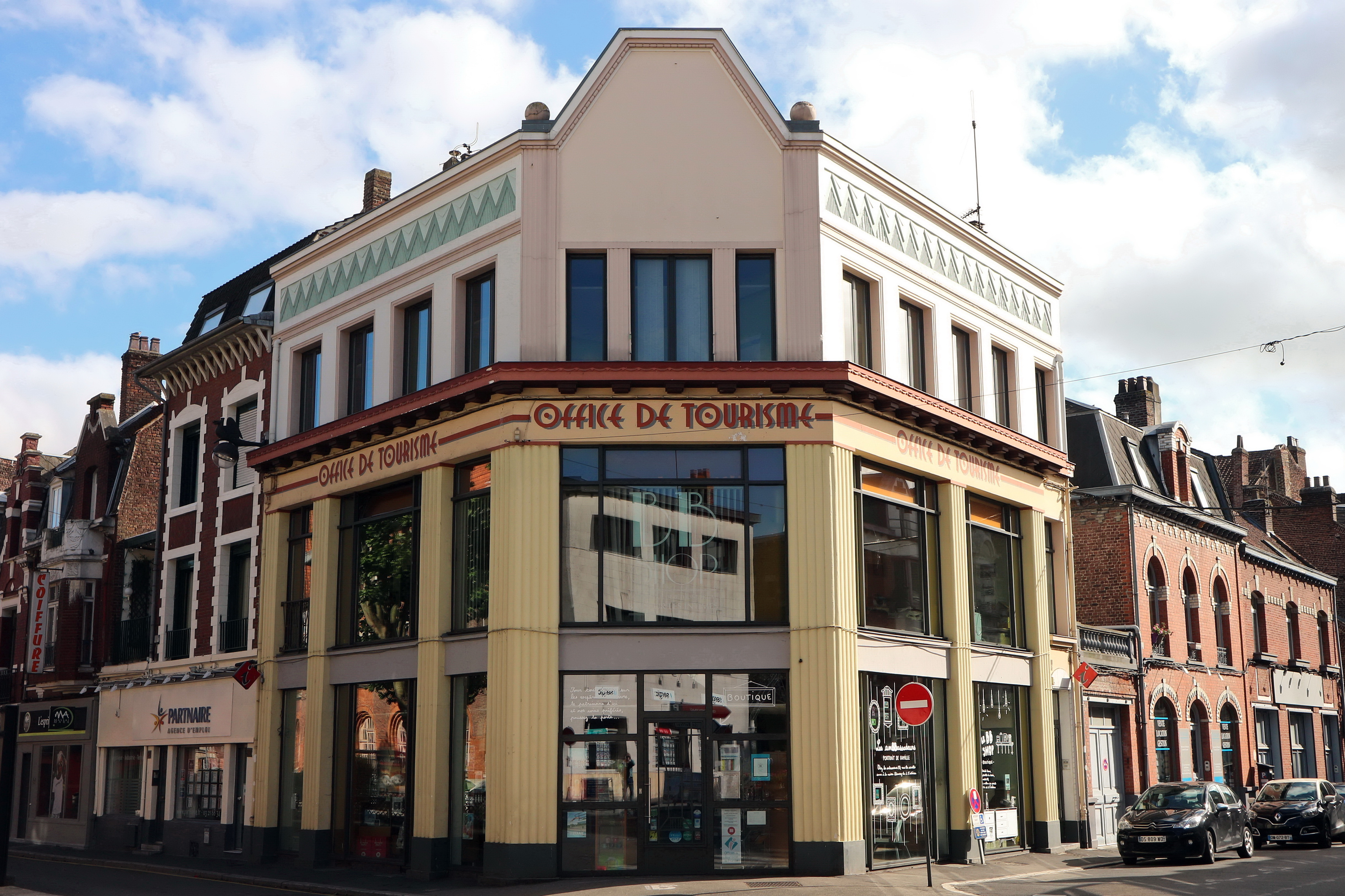
贝蒂讷旅游局大楼

贝蒂讷的旅游事务由其所属的公共社区负责。2020年，贝蒂讷境内共有4个宾馆共计121间房间。

### 媒体
法国主要的媒体均可在贝蒂讷接收，法国电视三台下属的上法兰西大区频道在部分时段播出贝蒂讷所属区域的地方新闻。

## 相关人物
法国哲学家让·布里丹、作曲家皮埃尔·德·芒希库尔、法国共产党书记法比安·鲁塞尔、足球运动员热罗姆·勒鲁瓦和科林·達格巴出生于贝蒂讷。

## 友好城市
截至2020年8月，贝蒂讷共与四座城市互为友好城市关系：
- 德国 施韦特
- 英格兰 黑斯廷斯
- 比利时 科特赖克
- 法國 羅亞爾河畔敘利